# ناوشکن کلاس میرمیدان
دیسترویر کلاس میرمیدان (به انگلیسی: Myrmidon-class destroyer) یک کلاس از کشتی است که طول آن ۲۱۰ فوت (۶۴ متر) می‌باشد.